# San Millán de Lara
San Millán de Lara es una localidad y un municipio situados en la provincia de Burgos, comunidad autónoma de Castilla y León (España), comarca de La Demanda, partido judicial de Salas de los Infantes, cabecera del ayuntamiento de su nombre.

## Geografía
Tiene un área de 33,62 km² con una población de 69 habitantes (INE 2021) y una densidad de 2,05 hab/km².
En el antiguo Alfoz de Lara, al sur de la Sierra de Mencilla (1029 m s. n. m.) y al Norte de la Sierra de las Mamblas y de la Sierra de Carazo, bañada por el río San Martín y a 18 km de Salas de los Infantes, cabeza de partido, y a 45 de Burgos. 
Pertenece a la comarca de la Sierra de la Demanda, con centro de servicios en Salas de los Infantes, su término municipal comprende también la localidad de Iglesiapinta.

### Comunicaciones
En la carretera local BU-V-8202, de donde parte la BU-V-8203 que nos lleva hasta Iglesiapinta y el camino de Rupelo. Hasta su clausura utilizaban la estación de Campolara en el ferrocarril Santander-Mediterráneo. Línea de autobuses Burgos-Tinieblas de la Sierra con parada a 4,5 km.

## Demografía
San Millán de Lara cuenta con una población de 61 habitantes (INE 2024).
| Gráfica de evolución demográfica de San Millán de Lara entre 1842 y 2021                                            |
| |
| Población de derecho según los censos de población del INE Población de hecho según los censos de población del INE |

| 1991 |  | 1996 |  | 2001 |  | 2021 |
| ---- |  | ---- |  | ---- |  | ---- |
| 98   |  | 88   |  | 69   |  | 69   |

## Patrimonio

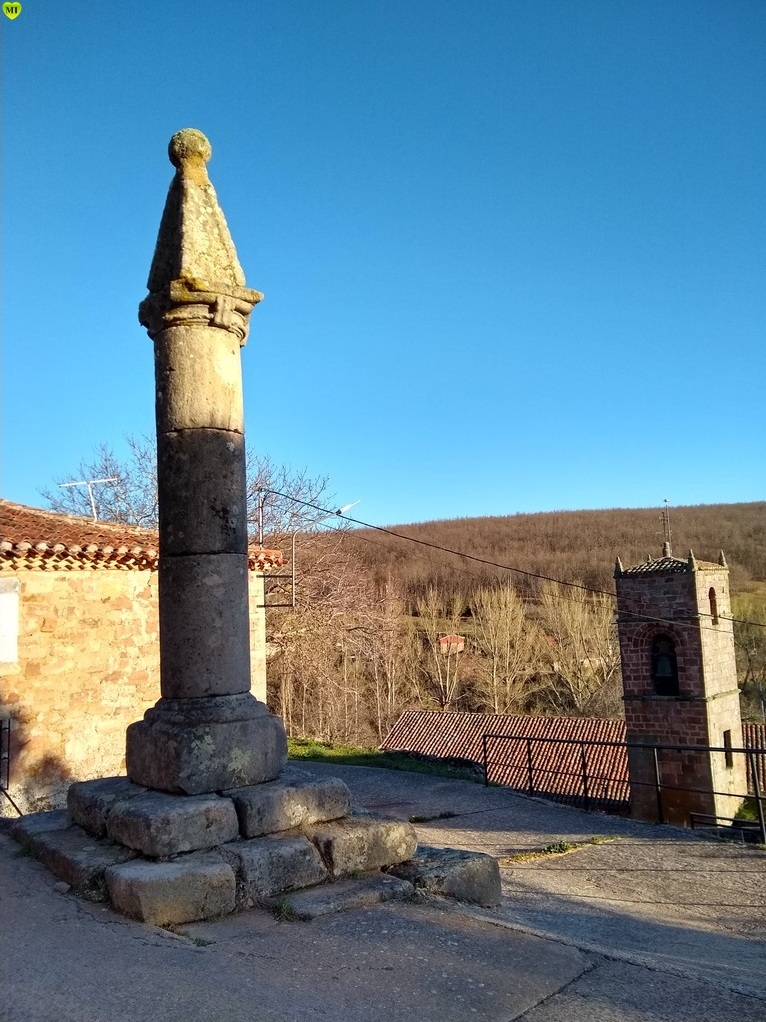
Rollo de justicia

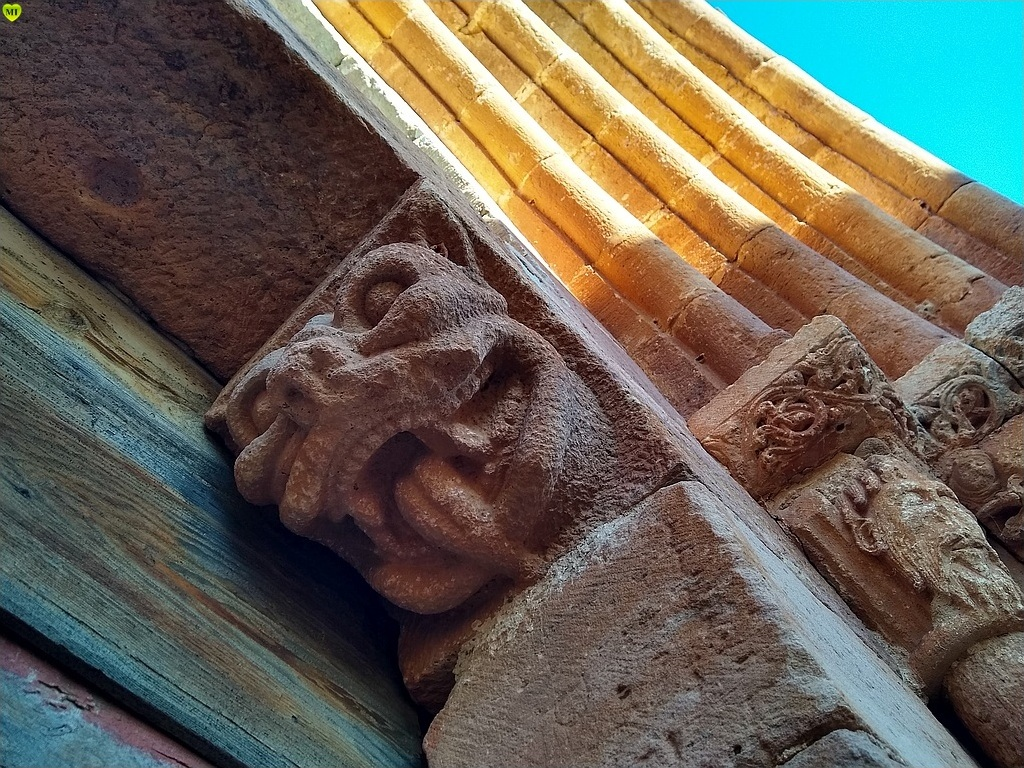
Detalle en una de las puertas de la iglesia de San Millán Obispo

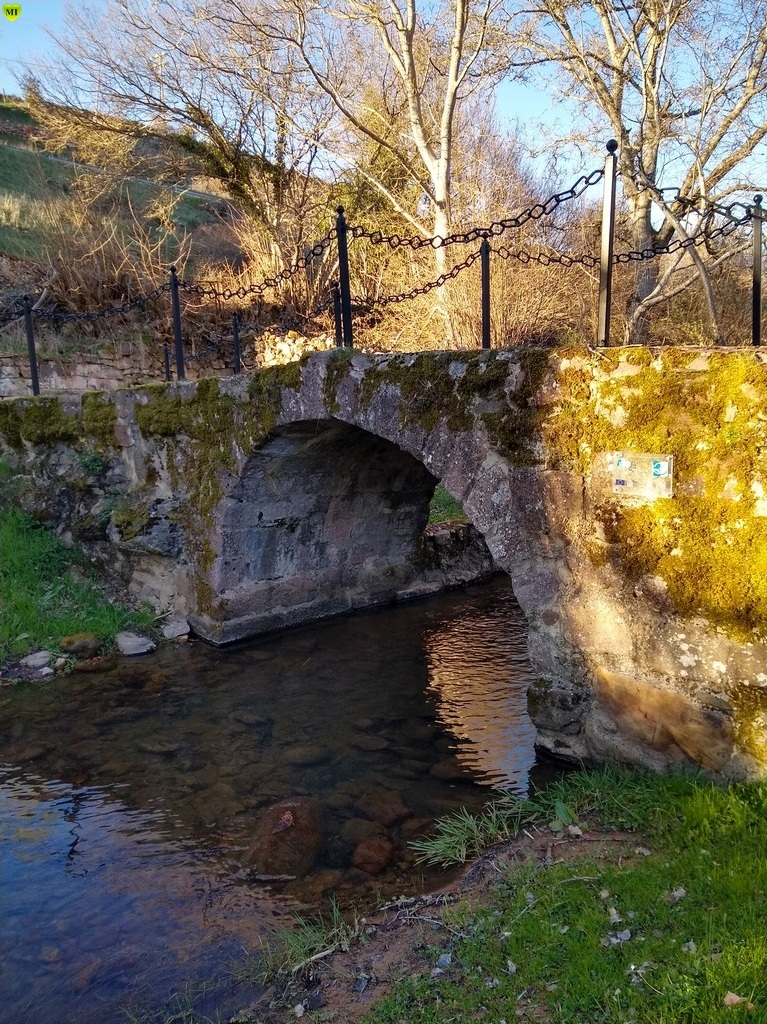
Puente medieval

Se destaca una colegiata reedificada en los siglos XII y XIII al estilo románico-ojival, notabilísima fundación del conde Fernán González.

## Personalidades
- San Victoriano Pío (San Millán de Lara, 1905-Asturias, 1934), santo y mártir. Canonizado el 21 de noviembre de 1999.